# Marianne Weber (chanteuse)
Pour les articles homonymes, voir Marianne Weber.
Marianne Weber, née le 5 décembre 1955 à Utrecht, est une chanteuse néerlandaise.
Au début des années 1990, elle forme le Holland Duo aux côtés de Jan Verhoeven. Elle enregistre son premier tube en 1992 Ik weet dat er een ander is (fr. Je sais très bien qu'il y en a une autre). Jusqu'au milieu des années 1990, 800 000 de ses CD sont vendus.

## Discographie

### Singles
- Blauwe Nacht (1985)
- Ik Weet Dat Er Een Ander Is (1992)
- Huil Maar Niet Om Mij (1992)
- Maar Toen Kwam Uitgerekend Jij (1993)
- Ik Tel De Dagen (1993)
- Waarom Huil Je Kleine Jongen (1988)
- Alles In Het Leven (1994)
- Je Hoeft Je Ogen Niet Te Sluiten / Eens Kom Je Weer In M'n Armen (1995)
- In De Sterren Staat Geschreven / Straks Valt De Nacht (1995)
- Kind Van Mij (1996)
- Ik Wil Vannacht(1996)
- Moeder Blijft Wakker (1996)
- De Regenboog (1997)
- Eens Schijnt Weer De Zon (1997)
- Als Sterren Stralen (1997)
- De Kleine Deur (1997)
- Morgen Wordt 't Anders (1998)
- Jou Vergeet Ik Niet (1998)
- Na Regen Komt Zonneschijn (1998)
- Buenos Diaz, Ciao Amore (1999)
- Als Jij Dit Huis Straks Verlaat (2000)
- Wat Ik Zou Willen (2000)
- Zeven Brieven (2000)
- Al deze rozen mag je houden (2001)
- Sneeuwwitte vredesduif (2001)
- Ik doe wat ik wil / Jij bent weer bij mij (2001)
- Jou vergeet ik niet (live) (2002)
- Moeder`s Laatste Brief (2004)
- De Italiaan (2006)

## Albums
- Marianne Weber (1992)
- Diep In Mijn Hart (1993)
- Schrijf Me Nooit Geen Mooie Brieven Meer (1993)
- Alles In Het Leven (1994)
- Blauwe Nacht (1994)
- Rozen Op Satijn (1995)
- Haar Grootste Successen (1997)
- Frans Bauer & Marianne Weber (1997)
- Morgen Wordt Het Anders (1997)
- Jou Vergeet Ik Niet (1998)
- Het Allerbeste Van Marianne Weber (1998)
- Jou Vergeet Ik Niet (1998)
- Alleen Voor Jou  (1999)
- Wat Ik Zou Willen (2000)
- Country & Weber (2001)
- Kerstfeest Met Frans Bauer & Marianne Weber (2001)
- 10 Jaar Marianne Weber : live in concert (2002)
- Hartje van Goud (mei 2004)
- Lichtjes in jouw ogen (verwacht maart 2006)